# Syrische Kriege

Ptolemäisches Königreich und ein westlicher Ausschnitt des Seleukidenreichs im 3.–2. Jahrhundert v. Chr.

Die Syrischen Kriege sind die moderne Bezeichnung für eine Reihe von militärischen Konflikten zwischen dem ptolemäischen Ägypten und den Seleukiden im 3. und 2. vorchristlichen Jahrhundert. Zumeist ging es um den Besitz des ökonomisch und strategisch bedeutenden Levanteraums, der auch der vornehmliche Kriegsschauplatz war.
- Erster Syrischer Krieg (274–271 v. Chr.)
- Zweiter Syrischer Krieg (260–253 v. Chr.)
- Dritter Syrischer Krieg (246–241 v. Chr.)
- Vierter Syrischer Krieg (219–217 v. Chr.)
- Fünfter Syrischer Krieg (202–195 v. Chr.)
- Sechster Syrischer Krieg (169–168 v. Chr.)

Obwohl es den Seleukiden im letzten dieser Kriege gelang, einen entscheidenden Sieg über die Ptolemäer zu erringen, so dass sie kurz davor standen, nicht nur Palästina, sondern sogar Ägypten selbst zu erobern, hinderte ein Eingreifen der neuen Großmacht Rom den Seleukiden Antiochos IV. an der Ausnutzung seines Erfolges. Da Ägypten fortan faktisch unter römischer Protektion stand und die Möglichkeit der hellenistischen Mächte, eigenständige Kriege zu führen, nun stark eingeschränkt waren, markierte das Jahr 168 v. Chr. das Ende der Syrischen Kriege.